# Baldo de' Bonafarii
Baldo de’ Bonafarii (Piombino Dese, 2e helft 14e eeuw – Padua, 1418) was een jurist in dienst van de stadstaat Padua in het Heilige Roomse Rijk, tot deze overging in handen van de republiek Venetië in 1405. Hij was in dienst van Francesco I da Carrara en diens zoon Francesco II da Carrara, bijgenaamd il Novello. Zij waren de laatste twee heersers over Padua uit het Huis Carrara.

## Levensloop

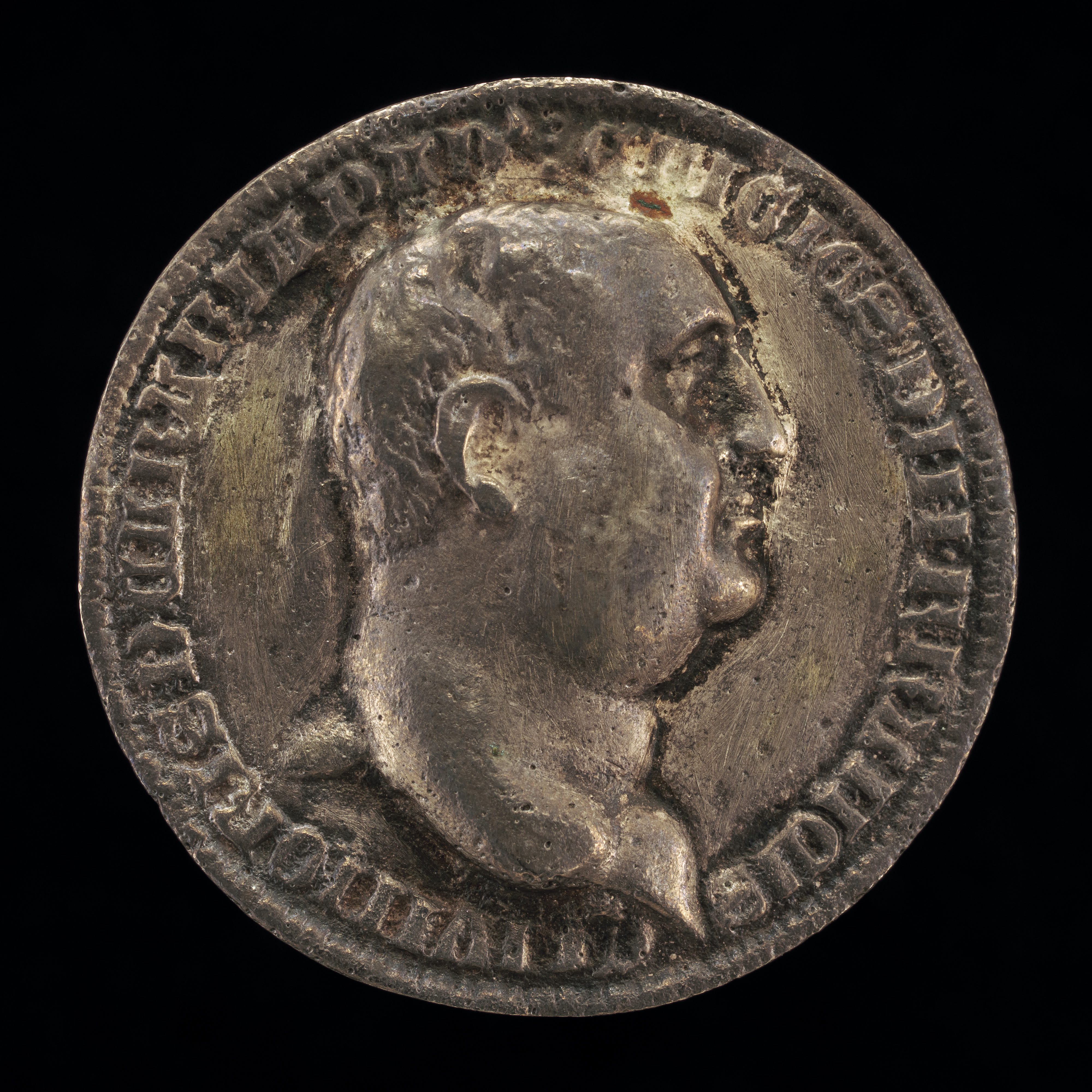
Munt van Francesco II da Carrara, laatste Carrara-heerser over Padua

Bonafarii groeide op in Piombino Dese, een dorp in de nabijheid van de stad Padua. Hij studeerde rechten (1381-1390) aan de universiteit van Padua en behaalde het diploma van magister in de beide rechten (1390), zowel Romeins recht als canoniek recht. Reeds als student stelde hij zich in dienst van Francesco I da Carrara, heerser van Padua. In 1388 nam Bonafarii de vlucht, samen met Francesco’s zoon, Francesco II da Carrara. De reden was de oorlogsmachine van de heer van Milaan Gian Galeazzo Visconti; deze raasde over de stadstaat Padua. In 1390 keerden zowel Bonafarii als Francesco II terug naar Padua. 
In 1392 ontving Bonafarii het burgerschap van Padua. Datzelfde jaar trok hij naar Gian Galeazzo Visconti om het lijk van Francesco I te verkrijgen. Hierin slaagde hij. Eigenhandig zorgde hij voor het transport. Bonafarii bekleedde verder bestuursfuncties zowel van fiscale aard als van openbare orde.
De doge van Venetië Michele Sten annexeerde Padua in 1405. Bonafarii trok zich terug uit het openbaar ambt; hij hield zich bezig met financiën van kloosters en met zijn testament. Hij overleed in 1418.